# George Wyndham, 3. Earl of Egremont

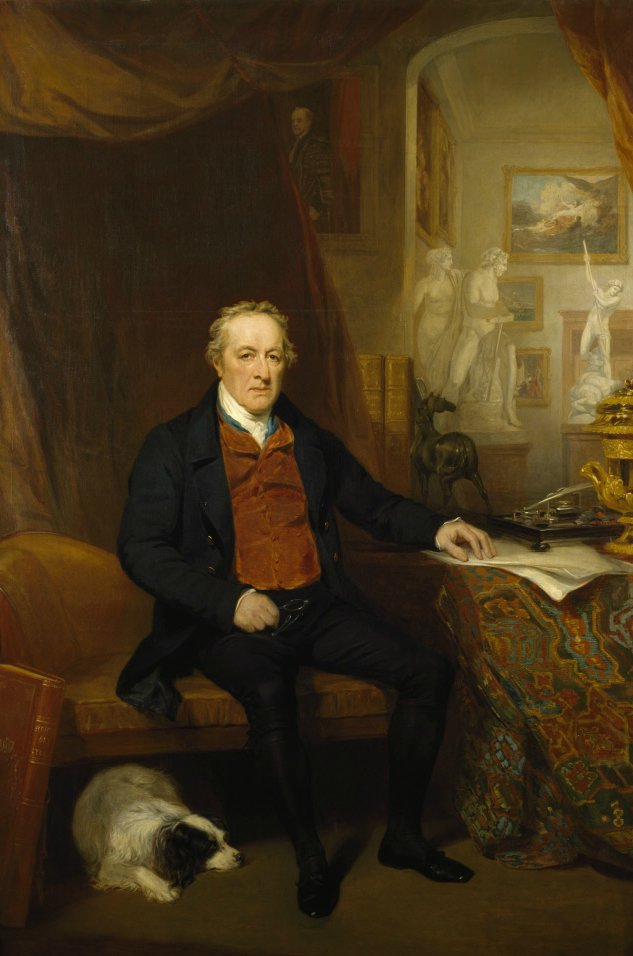
Georg Wyndham, 3. Earl of Egremont. Gemälde von Thomas Phillips

George O’Brien Wyndham, 3. Earl of Egremont FRS (* 18. Dezember 1751; † 11. November 1837 in Petworth House) war ein britischer Peer und Mäzen.

## Leben
George Wyndham war der älteste Sohn von Charles Wyndham, 2. Earl of Egremont und dessen Frau Alicia Maria Carpenter. Als er 12 Jahre alt war, starb sein Vater. Er erbte seine Titel und seinen gewaltigen Grundbesitz, dazu erbte er 1774 die Güter seines Onkels Percy Wyndham O’Brien in Irland, so dass ihm schließlich 445 km² Grundbesitz in Südwestengland, Cumberland, Yorkshire, Irland und Sussex gehörten. Mit dem Erbe fügte er auch den Namen O’Brien seinem Namen hinzu. Wyndham besuchte die Westminster School in London, das Eton College sowie das Christ Church College in Oxford. Zwischen 1770 und 1772 unternahm er zwei Grand Tours nach Italien. 1794 erhielt er den Rang eines Obersts der Yeomanry von Sussex. 1797 wurde er Mitglied der Royal Society, 1800 Mitglied der Society of Antiquaries of London. Von 1819 bis 1835 war er Lord Lieutenant von Sussex sowie von 1820 bis 1831 Vice-Admiral von Sussex.
Obwohl mit zunehmendem Alter politisch eher konservativ, war Wyndham eng mit dem Whig-Oppositionsführer Charles James Fox befreundet und bezahlte einen Teil seiner Spielschulden. Wyndham selbst war politisch wenig aktiv und nahm selten an den Sitzungen des House of Lords teil. 1794 verkaufte er Cambridge House, das Londoner Stadtpalais seines Vaters. Er erwarb stattdessen ein kleineres Haus am Grosvenor Place, lebte aber vorwiegend auf seinem Landsitz Petworth House. Teile seines gewaltigen Vermögens investierte er in den Bau neuer Straßen, Kanäle, eines Gaswerks und in den Bau der Royal Suspension Chain Pier von Brighton. Dabei galt Wyndham als äußerst großzügig und wohltätig. Er förderte Pockenimpfungen, unterstützte den Bau von Krankenhäusern, Schulen sowie des Rathauses von Petworth. Er selbst legte wenig Wert auf Stand und Titel und lud oft einfache Bauern zum Essen in sein Herrenhaus ein. Für die Bevölkerung der Umgebung von Petworth veranstaltete er große Feiern in seinem Park, während derer größten im Mai 1834 6.000 Personen beköstigt wurden.

## Wirken als Agrarreformer
Wyndham war stark an der Landwirtschaft interessiert. 1793 wurde er Mitglied des Board of Agriculture, mit dessen Sekretär Arthur Young er befreundet war, doch die Präsidentschaft des Ausschusses lehnte er 1798 ab. Er war selbst ein erfolgreicher Züchter von Rennpferden, seine Pferde gewannen je fünfmal die Derby- und Oaksrennen von Epsom. Sein erster Rennerfolg beim Epsom Derby, errang er 1782 mit dem von ihm gezüchteten Assassin, einem Nachkommen von Bleeding Childers, Vollbruder des erfolgreichen Rennpferds Flying Childers.
Weiterhin züchtete er Rinder und Schafe, in seinem Park von Petworth House weideten nicht nur Hirsche, sondern auch Rinder, Schafe und sogar Schweine. Als infolge von Missernten in den 1790er Jahren Getreide knapp wurde, ließ er in seinem Park Reis und Kartoffeln anbauen. Daneben versuchte er durch Fruchtwechsel, Bewässerung, Düngung und neue Pflüge und Geräte die landwirtschaftlichen Erträge seiner Güter zu steigern und ließ Rhabarber sowie Mohn zur Opiumgewinnung anbauen.

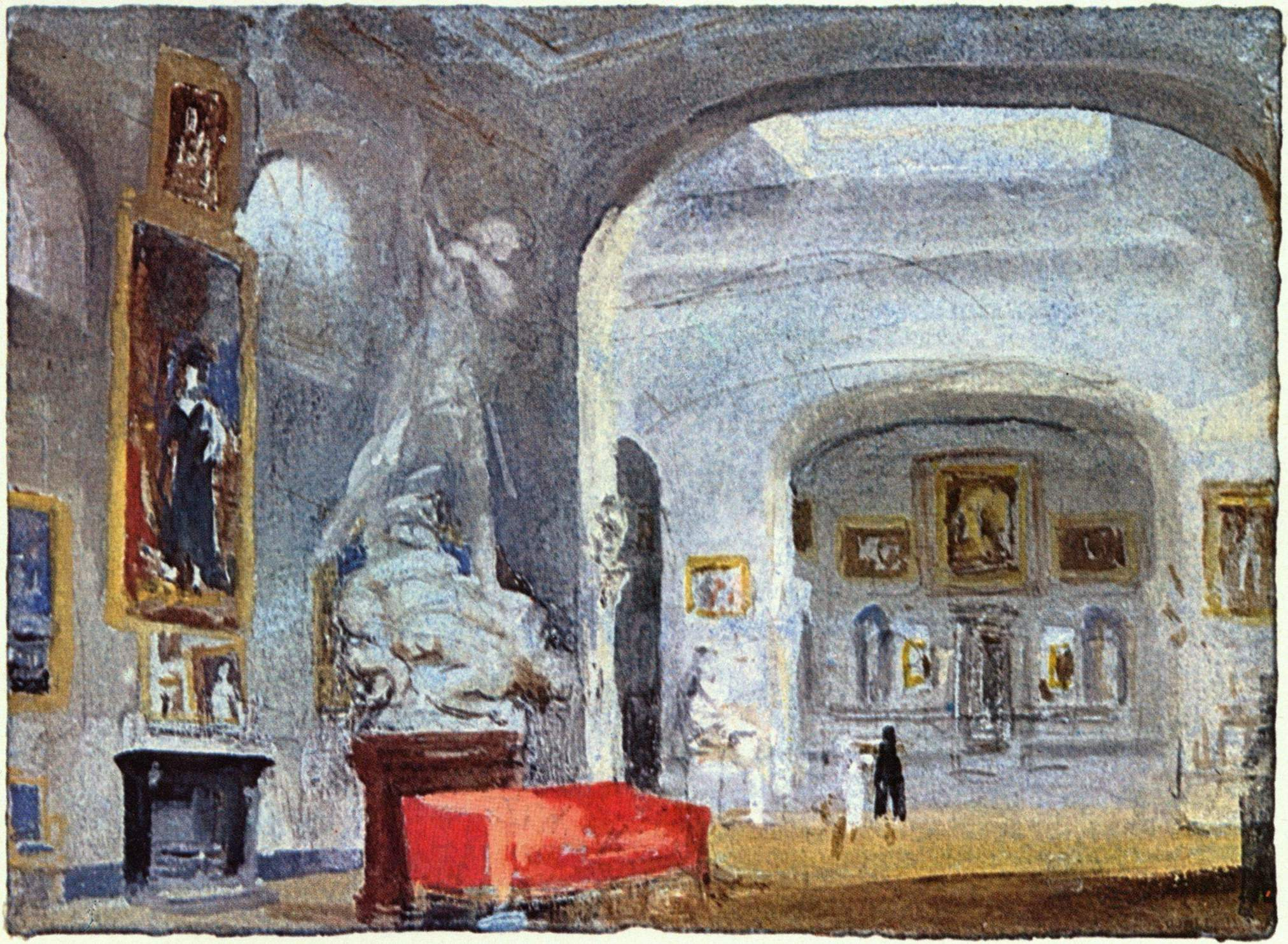
Die North Gallery in Petworth House. Aquarell von Turner, ca. 1827

## Wirken als Mäzen
Besonders bekannt wurde Wyndham allerdings als Mäzen, insbesondere von William Turner. 1802 erwarb er ein erstes Gemälde von Turner, das heute als Egremont Seapiece bekannt ist. In den Folgejahren erwarb er weitere Bilder Turners, der häufig in Petworth House zu Gast war. Von 1827 bis zu Wyndhams Tod hatte Turner sogar ein eigenes Atelier im Herrenhaus. Insgesamt malte Turner in Petworth zwanzig Ölgemälde und rund 100 Aquarelle. Daneben erwarb Wyndham aber auch Gemälde und Skulpturen anderer zeitgenössischer britischer Künstler, darunter Bilder von Joshua Reynolds, William Hogarth, John Constable, George Romney sowie Skulpturen von John Flaxman und John Edward Carew. Den Großteil der Gemäldesammlung seines Vaters ließ er dagegen 1794 bei Christie’s versteigern. Zahlreiche Künstler waren bei ihm in Petworth House zu Gast, neben Turner vor allem William Beechey, Francis Chantrey, Thomas Philipps und Charles Robert Leslie. Wyndham ließ in Petworth House mehrere Umbauten vornehmen, um seine Kunstwerke präsentieren zu können. Die North Gallery ließ er eigens als Museumsraum erweitern.

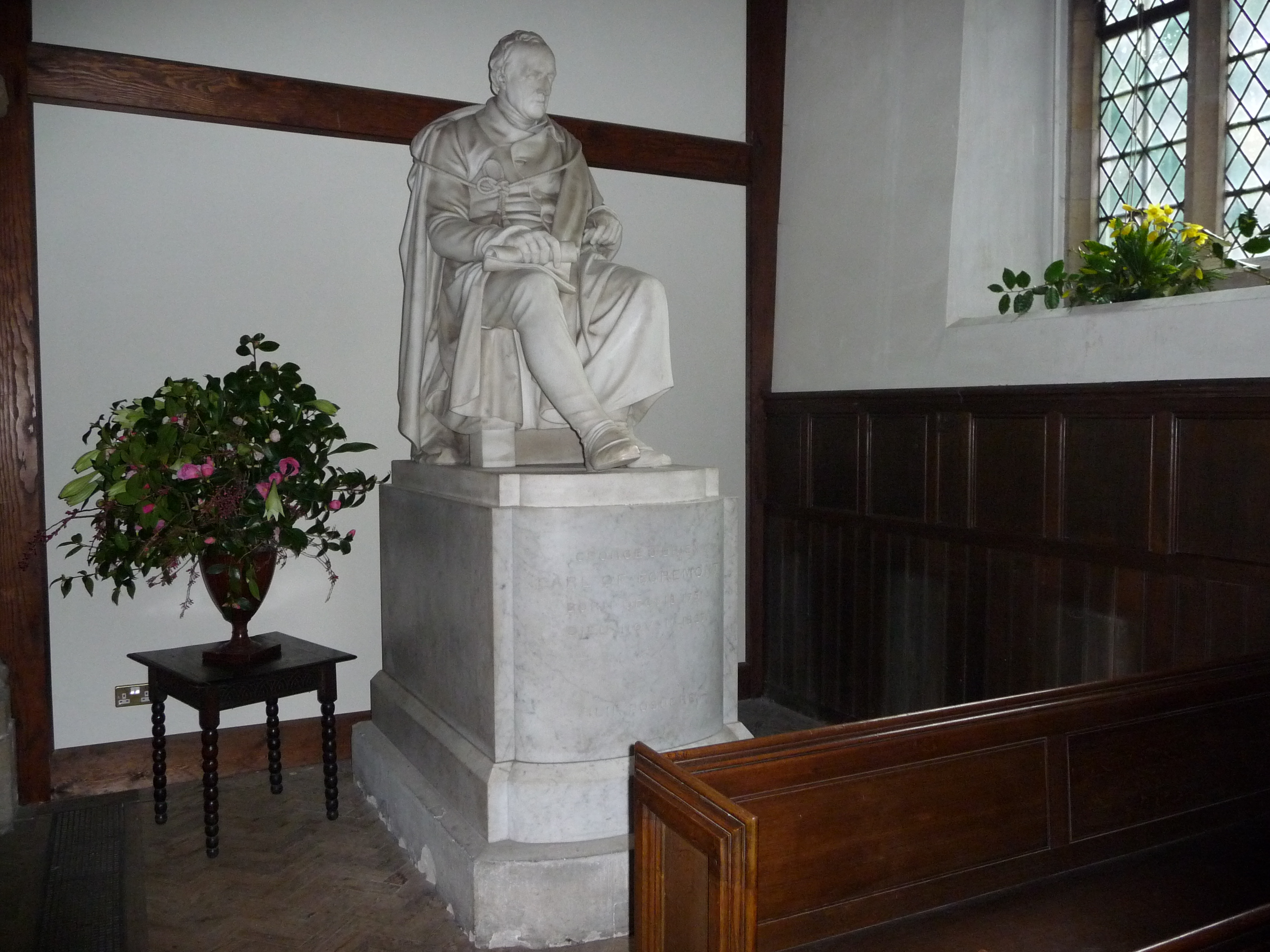
Grab in der Kirche St Mary’s in Petworth

## Familie und Nachkommen
Als junger Mann war Wyndham ein Lebemann und hatte zahlreiche Affären, darunter mit Elizabeth Lamb. Angeblich war er der Vater ihrer beiden Kinder Emily und William Lamb. 1784 wurde Elizabeth Iliffe (1769–1822), die Tochter eines Lehrers an der Westminster School, seine Geliebte. Sie wohnte erst als Miss Iliffe und später als Mrs Wyndham in Petworth und schenkte dem Earl sieben Kinder. Am 16. Juli 1801 heiratete er sie schließlich, doch bereits zwei Jahre später reichte sie die Scheidung ein, verließ Petworth und kehrte nie zurück. Drei weitere Kinder hatte Wyndham mit Eliza Fox, die später auch Geliebte des Prinzregenten war. Insgesamt erkannte er 43 Kinder als seine an, doch hatte er keinen legitimen männlichen Erben.
Nach seinem Tod fiel Petworth House an seinen ältesten Sohn George Wyndham, der 1799 eine militärische Karriere begonnen hatte und schließlich 1859 zum Lord Leconfield erhoben wurde. Den Titel Earl of Egremont erbte sein Neffe George Francis Wyndham, der jedoch 1845 ohne männliche Erben starb, so dass der Titel erlosch.
Zu den Nachfahren von George Wyndham zählt unter anderem der britische Schriftsteller Henry Green.

## Einzelbelege
1. ↑  Jeremy Treglown: Romancing. The Life and Work of Henry Green. Random House, New York 2000, ISBN 0-679-43303-1, S. 10.

| Vorgänger       | Amt                        | Nachfolger     |
| --------------- | -------------------------- | -------------- |
| Charles Wyndham | Earl of Egremont 1763–1837 | George Wyndham |

| Personendaten    | Personendaten                                                     |
| ---------------- | ----------------------------------------------------------------- |
| NAME             | Wyndham, George, 3. Earl of Egremont                              |
| ALTERNATIVNAMEN  | Egremont, George O’Brien Wyndham, 3. Earl of (vollständiger Name) |
| KURZBESCHREIBUNG | britischer Peer und Mäzen                                         |
| GEBURTSDATUM     | 18. Dezember 1751                                                 |
| STERBEDATUM      | 11. November 1837                                                 |
| STERBEORT        | Petworth House                                                    |